# 维勒特兰
维勒特兰（法語：Villetrun，法語發音：[viltʁœ̃]）是法国卢瓦-谢尔省的一个市镇，属于旺多姆区。

## 地理
维勒特兰（47°47'11"N, 1°9'37"E）面积6.83 平方千米，位于法国中央-卢瓦尔河谷大区卢瓦-谢尔省，该省份为法国中北部省份，北起厄尔-卢瓦省，东北接卢瓦雷省，东南接谢尔省，南至安德尔省，西南接安德尔-卢瓦尔省，西北接萨尔特省。
与维勒特兰接壤的市镇（或旧市镇、城区）包括：库洛米耶拉图尔、费埃、罗塞、瑟洛姆。

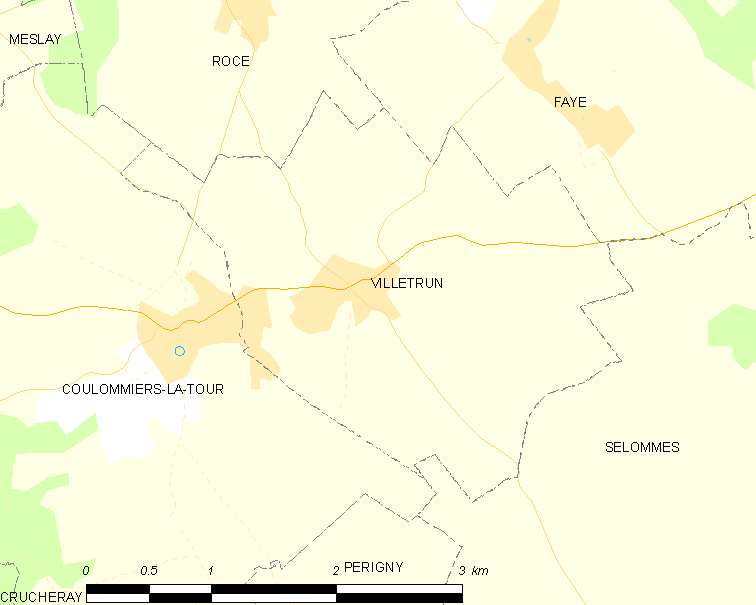
维勒特兰的OSM定位图

维勒特兰的时区为UTC+01:00、UTC+02:00（夏令时）。

## 行政
维勒特兰的邮政编码为41100，INSEE市镇编码为41291。

## 政治
维勒特兰所属的省级选区为卢瓦河畔蒙图瓦尔县。

## 人口

1962-2008年间维勒特兰人口变化图示

维勒特兰于2022年1月1日时的人口数量为318人。